# Parlatoria hastata
Parlatoria hastata är en insektsart som först beskrevs av Karl Hermann Leonhard Lindinger 1910.  Parlatoria hastata ingår i släktet Parlatoria och familjen pansarsköldlöss. Inga underarter finns listade i Catalogue of Life.